# Политика на Чад
Чад е президентска република, където президентът оглавява едновременно държавата и правителството. Изпълнителната власт е ръцете на правителството, а законодателната – на правителството и парламента.

## Институции
Определят се от конституцията, която влиза в сила на 14 април 1996 година.

#### Парламент
Парламентът е двукамарен, но сенатът все още не е влязъл в сила като институция и правомощията му временно са предадени на Народното събрание. Сенаторите се избират от съветниците на регионите, департаментите и общините и имат 6-годишен мандат. Заради неспособността на държавата да бъде създаден сенат, през 2004 е въведена поправка в конституцията, вследствие на която парламентът става еднокамарен.

#### Правосъдие
Върховният съд на Чад е първата най-висша съдебна институция в страната. Върховният съдия се избира пряко от президента. Конституционният съвет се състои от девет съдии с 9-годишен мандат и следи най-вече за изборни нарушения.

## Избори
| Кандидати                                                           | Партия                                                              | Гласове   | %      |
| ------------------------------------------------------------------- | ------------------------------------------------------------------- | --------- | ------ |
| Идрис Деби                                                          | Патриотично движение за спасение (MPS)                              | 1,863,042 | 64.67  |
| Делва Касире Кумакойе                                               | Национално движение за развитие и прогрес (Viva-RNDP)               | 435,997   | 15.13  |
| Албер Пахими Падаке                                                 | Национално движение за демокрация в Чад (RNDT-Le Réveil)            | 225,368   | 7.82   |
| Махамат Абдулайе                                                    | Народно движение за демокрация в Чад (MPDT)                         | 203,637   | 7.07   |
| Брахим Куламалах                                                    | Обновено африканско движение за социализъм (MSA/R)                  | 152,940   | 5.31   |
| Общо (активност 53.08%; бойкотирани от големите опозиционни партии) | Общо (активност 53.08%; бойкотирани от големите опозиционни партии) |           | 100.00 |
| Източник: Конституционен съвет на Чад.                              |                                                                     |           |        |

| Партии | Гласове   | % | Места |
| --- | --------- | - | ----- |
| Патриотично движение за спасение (Mouvement Patriotique de Salut - MPS)                                      |           | . | 113   |
| Движение за демокрация и прогрес (Rassemblement pour la Démocratie et le Progrès - RDP)                      |           | . | 10    |
| Фронт за действие на силите за република (Front des Forces d'Action pour la République - FAR)                |           | . | 10    |
| Национално движение за равитие и прогрес (Rassemblement National pour le Développement et le Progrès - RNDP) |           | . | 5     |
| Национален съюз за демокрация и обновление (Union Nationale pour la Démocratie et le Rénouveau - UNDR)       |           | . | 5     |
| Съюз за обновление и демокрация (Union pour le Rénouveau et la Démocratie or URD)                            |           | . | 3     |
| Движение за единство и социализъм (Action pour l'Unité et le Socialisme - ACTUS)                             |           | . | 1     |
| Движение за обновление на Чад (Action pour le Rénouveau du Tchad - ARD)                                      |           | . | 1     |
| Народно движение за демокрация на Чад (Mouvement Populaire pour la Démocratie au Tchad - MPDT)               |           | . | 1     |
| Национална демократична федерална конвенция (Convention nationale Démocratique et Fédérale - CDF)            |           | . | 1     |
| Национална демократична и социална конвенция (Convention National Démocratique et Sociale - CNDS)            |           | . | 1     |
| Движение за република - Линги (Rassemblement pour la République - Lingui - RPR-Lingui)                       |           | . | 1     |
| Движение за демокрация в Чад (Rassemblement National pour la Démocratie au Tchad - le Réveil - RNDT)         |           | . | 1     |
| Народен съюз (Union Nationale - UN)                                                                          |           | . | 1     |
| Движение на демократичните сили в Чад (Rassemblement des Forces Démocratiques au Tchad - RFDT)               |           | . | 1     |
| Общо (активност 52.4 %)                                                                                      | 2,185,646 |   | 155   |
| Източник: Интерпарламентарен съюз.                                                                           |           |   |       |